# 馬德拉山脊隕石坑

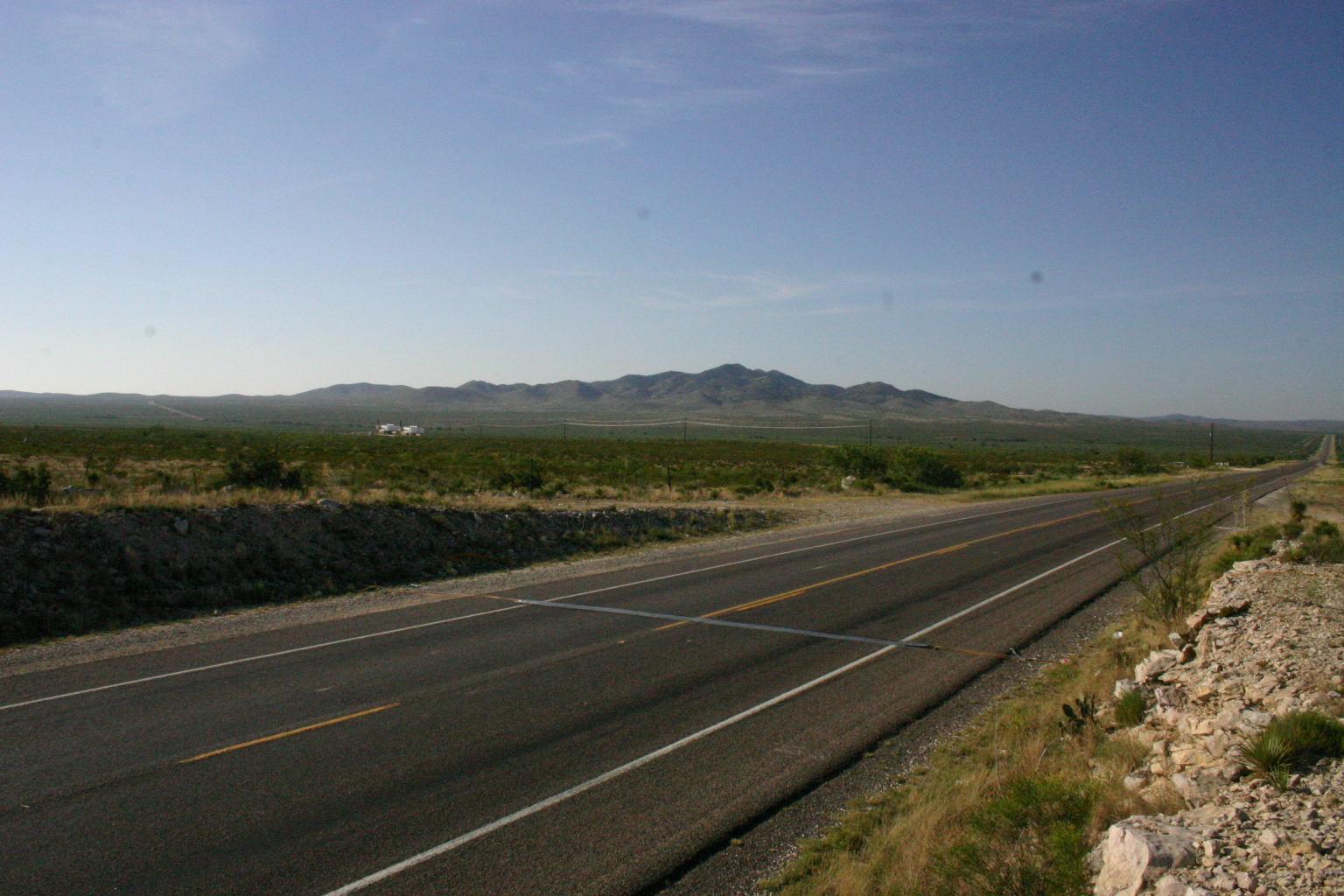
從385号美国国道看見的馬德拉山脊隕石坑北緣。

馬德拉山脊隕石坑是一個隕石產生的隕石坑（太空疤痕），位於美國德克薩斯州貝可斯縣。撞擊的反彈結構使得隕石坑的中央峰隆起，高於周圍的地面793英尺（242米）。從斯托克頓堡和馬拉松之間的385号美国国道可以看見這座山峰。馬德拉山脊隕石坑位於La Escalera Ranch的私人產業上。
它的直徑是13公里，估計年齡為1億歲（白堊紀或更年輕）。

## 外部連結
- Sierra Madera Astrobleme （页面存档备份，存于） at Center for Energy and Economic Diversification (CEED), University of Texas of the Permian Basin
- La Escalera Ranch - site of Sierra Madera crater （页面存档备份，存于）
- Sibley Nature Center - Midland, Texas - Sierra Madera astrobleme
- Sierra Madera Meteor Crater Photos （页面存档备份，存于） by Phil Stuart

30°36′N 102°55′W / 30.600°N 102.917°W